# Heinrich von Coudenhove-Kalergi
Heinrich Johann Maria Graf von Coudenhove, seit 1903 Graf von Coudenhove-Kalergi (* 12. Oktober 1859 in Wien; † 14. Mai 1906 in Ronsperg, Böhmen), war ein österreichischer Diplomat und Weltbürger. Von 1888 bis 1893 war er k. k. Geschäftsträger in Japan. Er ist zudem Autor der ersten wissenschaftlichen Abhandlung über den Antisemitismus.

## Leben
Heinrich von Coudenhove war der älteste Sohn des österreichischen Diplomaten Franz Karl Graf von Coudenhove und der aus Polen stammenden Marie von Kalergi. Seine Großmutter war die Pianistin Maria Kalergis. Er entstammte somit väterlicherseits dem ursprünglich brabantischen Haus Coudenhove und mütterlicherseits aus dem byzantinisch-kretischen Adelsgeschlecht Kallergis. Der Familie gehörten Ländereien im Mühlviertel und Westböhmen. Nach dem Studium der Rechte und der Philosophie und anschließender Promotion führten seine Anstellungen den polyglotten Coudenhove, der 16 Sprachen, darunter auch Türkisch, Arabisch, Hebräisch und Japanisch beherrschte, nach Athen, Rio de Janeiro, Konstantinopel und Buenos Aires.
1881 schwängerte er die Pariser Schauspielerin Marie Dalmont (bürgerlicher Name Marie Domain) in Wien und verweigerte ihr die Ehe, worauf sich Marie Dalmont gemeinsam mit ihrer Freundin Alme Renneville im Juni 1882 im Schloßpark Ottensheim, auf dem Anwesen von Schloß Ottensheim und Wohnort der Coudenhoves nahe Linz, erschoss. Das uneheliche Kind von Heinrich von Coudenhove war zuvor nach Paris gebracht worden.
Im Jahr 1888 wurde er als Geschäftsträger Österreich-Ungarns im Japanischen Kaiserreich akkreditiert. Während dieser Zeit beschäftigte er sich ausgiebig mit dem Buddhismus. Außerdem lernte er dort seine spätere Frau, die Kaufmannstochter Mitsuko Aoyama (1874–1941) kennen. Die Verbindung stieß zunächst auf den Widerstand des Brautvaters, schließlich heirateten die beiden aber 1892 standesamtlich und – nach Mitsukos Konversion zum Katholizismus – 1894 vor dem Erzbischof von Tokio. Noch in Japan bekam das Paar zwei Söhne: Johannes (genannt Johann) (1893–1965) und Richard (1894–1972), den späteren Begründer der Paneuropa-Bewegung.
Eine Rückkehr nach Österreich hatte Coudenhove gegenüber seiner Familie kategorisch ausgeschlossen. Als der Vater 1893 starb, hatte dieser jedoch den „ältesten Sohn meines ältesten Sohnes“ als Erben eingesetzt. Heinrich von Coudenhove quittierte daraufhin den diplomatischen Dienst, um als Vormund seines minderjährigen Sohns Johann die Verwaltung der Familiengüter zu übernehmen. Die Familie bezog das Schloss Ronsperg in Westböhmen. Dort kamen fünf weitere Kinder zur Welt, darunter die Schriftstellerin Ida Friederike Görres (1901–1971). Um an seine berühmte Großmutter zu erinnern, nahm Heinrich 1903 – mit Erlaubnis des Kaisers Franz Joseph I. – den Doppelnamen Coudenhove-Kalergi an, den die Familie seither führt.
Auf Schloss Ronsperg richtete Coudenhove-Kalergi eine umfangreiche Bibliothek zu den Bereichen Philosophie, Ethik, Religion, Mystik, Kirchen- und Religionsgeschichte ein; auch eine umfangreiche Sammlung über Judentum und Antisemitismus legte er an. Er veröffentlichte 1901 das rund 530 Seiten starke Buch Das Wesen des Antisemitismus. Laut Handbuch des Antisemitismus ist dies „wahrscheinlich die erste Abhandlung über das Phänomen Antisemitismus auf wissenschaftlicher Grundlage“. Coudenhove-Kalergi, der nach eigenen Angaben früher selbst mit antisemitischen Ideen sympathisiert hatte, demonstriert darin, dass es überhaupt keine „jüdische Rasse“ gibt, den Juden daher auch keine „Rasseeigenschaften“ unterstellt werden dürften. Auch die angebliche Schädlichkeit von „Rassenmischung“ verneinte er deutlich.
Die Fertigstellung einer umfangreichen Studie über das Denken, die Religionen und Kulturen Europas und Asiens scheiterte an seinem frühen Tod; mit nur 46 Jahren erlag er einem Herzinfarkt. Seine Bibliothek ist bis heute erhalten. Sie wird vom Nationalmuseum in Prag verwaltet.

## Literatur

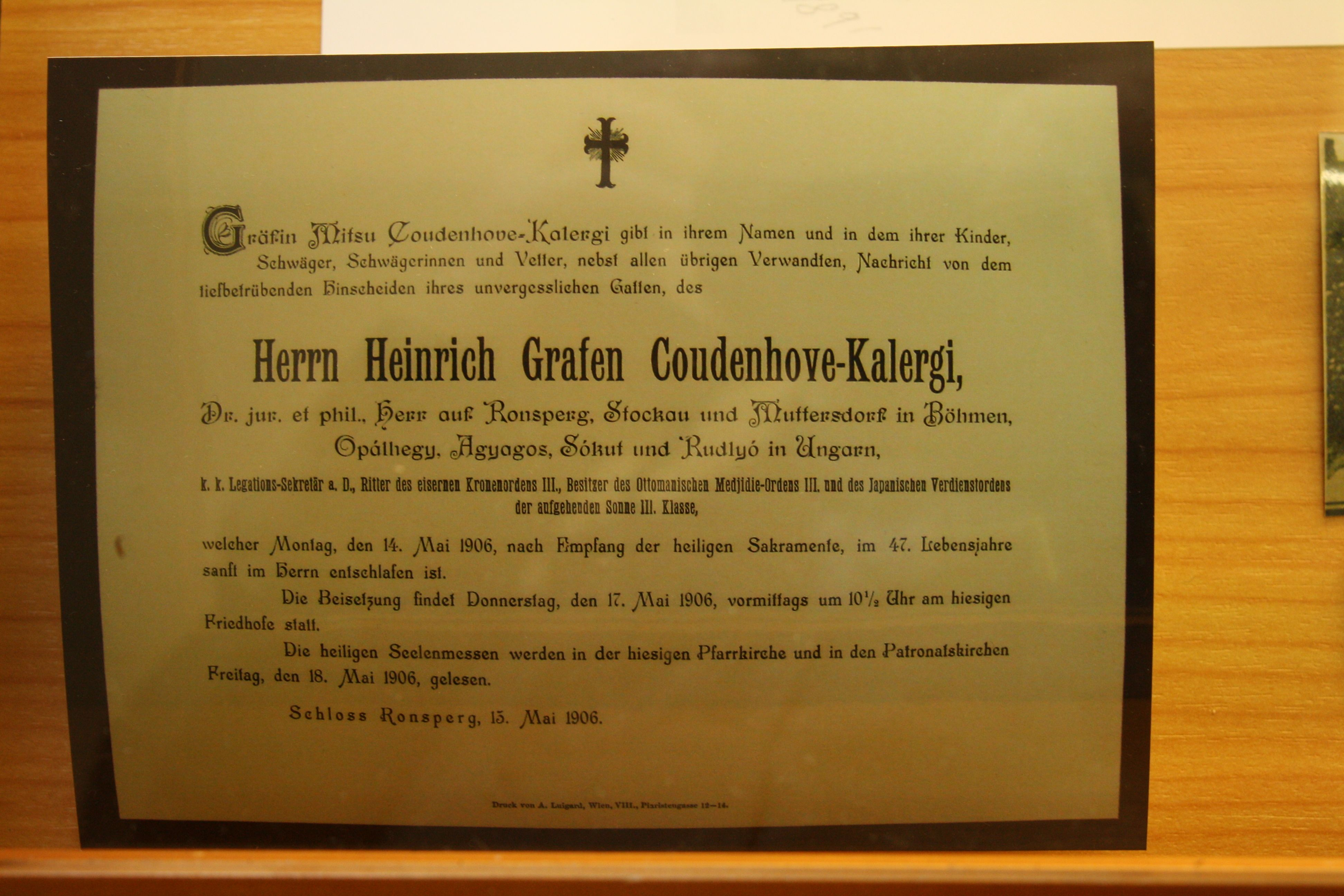
Parte von Heinrich Graf von Coudenhove-Kalergi

## Vorfahren und Kinder von Heinrich von Coudenhove-Kalergi
| Georg Louis Baron de Coudenhove * 1734, † 13. Juli 1786 in Aschaffenburg, Kurmainz; Burgmann, Geheimrat                               | Georg Louis Baron de Coudenhove * 1734, † 13. Juli 1786 in Aschaffenburg, Kurmainz; Burgmann, Geheimrat                               | Georg Louis Baron de Coudenhove * 1734, † 13. Juli 1786 in Aschaffenburg, Kurmainz; Burgmann, Geheimrat                                                                      | Georg Louis Baron de Coudenhove * 1734, † 13. Juli 1786 in Aschaffenburg, Kurmainz; Burgmann, Geheimrat                                                                      | Georg Louis Baron de Coudenhove * 1734, † 13. Juli 1786 in Aschaffenburg, Kurmainz; Burgmann, Geheimrat                                                                      | Georg Louis Baron de Coudenhove * 1734, † 13. Juli 1786 in Aschaffenburg, Kurmainz; Burgmann, Geheimrat                                                                      | | |  |  | ⚭ 9. Juni 1772 in Lüttich mit Sophia Gräfin von Hatzfeldt * 21. Januar 1747 auf Schloss Schönstein, Kurköln, † 21. Mai 1825 in Paris, Frankreich                                                                                | ⚭ 9. Juni 1772 in Lüttich mit Sophia Gräfin von Hatzfeldt * 21. Januar 1747 auf Schloss Schönstein, Kurköln, † 21. Mai 1825 in Paris, Frankreich                                                                                | ⚭ 9. Juni 1772 in Lüttich mit Sophia Gräfin von Hatzfeldt * 21. Januar 1747 auf Schloss Schönstein, Kurköln, † 21. Mai 1825 in Paris, Frankreich                                                                                | ⚭ 9. Juni 1772 in Lüttich mit Sophia Gräfin von Hatzfeldt * 21. Januar 1747 auf Schloss Schönstein, Kurköln, † 21. Mai 1825 in Paris, Frankreich                                                                                | ⚭ 9. Juni 1772 in Lüttich mit Sophia Gräfin von Hatzfeldt * 21. Januar 1747 auf Schloss Schönstein, Kurköln, † 21. Mai 1825 in Paris, Frankreich                                                                                | ⚭ 9. Juni 1772 in Lüttich mit Sophia Gräfin von Hatzfeldt * 21. Januar 1747 auf Schloss Schönstein, Kurköln, † 21. Mai 1825 in Paris, Frankreich                                                                                |
| Georg Louis Baron de Coudenhove * 1734, † 13. Juli 1786 in Aschaffenburg, Kurmainz; Burgmann, Geheimrat                               | Georg Louis Baron de Coudenhove * 1734, † 13. Juli 1786 in Aschaffenburg, Kurmainz; Burgmann, Geheimrat                               | Georg Louis Baron de Coudenhove * 1734, † 13. Juli 1786 in Aschaffenburg, Kurmainz; Burgmann, Geheimrat                                                                      | Georg Louis Baron de Coudenhove * 1734, † 13. Juli 1786 in Aschaffenburg, Kurmainz; Burgmann, Geheimrat                                                                      | Georg Louis Baron de Coudenhove * 1734, † 13. Juli 1786 in Aschaffenburg, Kurmainz; Burgmann, Geheimrat                                                                      | Georg Louis Baron de Coudenhove * 1734, † 13. Juli 1786 in Aschaffenburg, Kurmainz; Burgmann, Geheimrat                                                                      | | |  |  | ⚭ 9. Juni 1772 in Lüttich mit Sophia Gräfin von Hatzfeldt * 21. Januar 1747 auf Schloss Schönstein, Kurköln, † 21. Mai 1825 in Paris, Frankreich                                                                                | ⚭ 9. Juni 1772 in Lüttich mit Sophia Gräfin von Hatzfeldt * 21. Januar 1747 auf Schloss Schönstein, Kurköln, † 21. Mai 1825 in Paris, Frankreich                                                                                | ⚭ 9. Juni 1772 in Lüttich mit Sophia Gräfin von Hatzfeldt * 21. Januar 1747 auf Schloss Schönstein, Kurköln, † 21. Mai 1825 in Paris, Frankreich                                                                                | ⚭ 9. Juni 1772 in Lüttich mit Sophia Gräfin von Hatzfeldt * 21. Januar 1747 auf Schloss Schönstein, Kurköln, † 21. Mai 1825 in Paris, Frankreich                                                                                | ⚭ 9. Juni 1772 in Lüttich mit Sophia Gräfin von Hatzfeldt * 21. Januar 1747 auf Schloss Schönstein, Kurköln, † 21. Mai 1825 in Paris, Frankreich                                                                                | ⚭ 9. Juni 1772 in Lüttich mit Sophia Gräfin von Hatzfeldt * 21. Januar 1747 auf Schloss Schönstein, Kurköln, † 21. Mai 1825 in Paris, Frankreich                                                                                |
| | | | | | | | |  |  | | | | | | |
| Franz Ludwig Graf von Coudenhove * 24. Januar 1783 in Bingen am Rhein, Kurmainz, † 4. Dezember 1851 in Wien, Österreich               | Franz Ludwig Graf von Coudenhove * 24. Januar 1783 in Bingen am Rhein, Kurmainz, † 4. Dezember 1851 in Wien, Österreich               | Franz Ludwig Graf von Coudenhove * 24. Januar 1783 in Bingen am Rhein, Kurmainz, † 4. Dezember 1851 in Wien, Österreich                                                      | Franz Ludwig Graf von Coudenhove * 24. Januar 1783 in Bingen am Rhein, Kurmainz, † 4. Dezember 1851 in Wien, Österreich                                                      | Franz Ludwig Graf von Coudenhove * 24. Januar 1783 in Bingen am Rhein, Kurmainz, † 4. Dezember 1851 in Wien, Österreich                                                      | Franz Ludwig Graf von Coudenhove * 24. Januar 1783 in Bingen am Rhein, Kurmainz, † 4. Dezember 1851 in Wien, Österreich                                                      | | |  |  | ⚭ 12. August 1807 in Steinheim am Main, Großherzogtum Hessen mit Catharina Jakobine Auguste Freiin von Löwenstern auf Löwenhof * 24. Januar 1788 in Dorpat, Gouvernement Livland, Russisches Reich, † 24. November 1860 in Wien | ⚭ 12. August 1807 in Steinheim am Main, Großherzogtum Hessen mit Catharina Jakobine Auguste Freiin von Löwenstern auf Löwenhof * 24. Januar 1788 in Dorpat, Gouvernement Livland, Russisches Reich, † 24. November 1860 in Wien | ⚭ 12. August 1807 in Steinheim am Main, Großherzogtum Hessen mit Catharina Jakobine Auguste Freiin von Löwenstern auf Löwenhof * 24. Januar 1788 in Dorpat, Gouvernement Livland, Russisches Reich, † 24. November 1860 in Wien | ⚭ 12. August 1807 in Steinheim am Main, Großherzogtum Hessen mit Catharina Jakobine Auguste Freiin von Löwenstern auf Löwenhof * 24. Januar 1788 in Dorpat, Gouvernement Livland, Russisches Reich, † 24. November 1860 in Wien | ⚭ 12. August 1807 in Steinheim am Main, Großherzogtum Hessen mit Catharina Jakobine Auguste Freiin von Löwenstern auf Löwenhof * 24. Januar 1788 in Dorpat, Gouvernement Livland, Russisches Reich, † 24. November 1860 in Wien | ⚭ 12. August 1807 in Steinheim am Main, Großherzogtum Hessen mit Catharina Jakobine Auguste Freiin von Löwenstern auf Löwenhof * 24. Januar 1788 in Dorpat, Gouvernement Livland, Russisches Reich, † 24. November 1860 in Wien |
| Franz Ludwig Graf von Coudenhove * 24. Januar 1783 in Bingen am Rhein, Kurmainz, † 4. Dezember 1851 in Wien, Österreich               | Franz Ludwig Graf von Coudenhove * 24. Januar 1783 in Bingen am Rhein, Kurmainz, † 4. Dezember 1851 in Wien, Österreich               | Franz Ludwig Graf von Coudenhove * 24. Januar 1783 in Bingen am Rhein, Kurmainz, † 4. Dezember 1851 in Wien, Österreich                                                      | Franz Ludwig Graf von Coudenhove * 24. Januar 1783 in Bingen am Rhein, Kurmainz, † 4. Dezember 1851 in Wien, Österreich                                                      | Franz Ludwig Graf von Coudenhove * 24. Januar 1783 in Bingen am Rhein, Kurmainz, † 4. Dezember 1851 in Wien, Österreich                                                      | Franz Ludwig Graf von Coudenhove * 24. Januar 1783 in Bingen am Rhein, Kurmainz, † 4. Dezember 1851 in Wien, Österreich                                                      | | |  |  | ⚭ 12. August 1807 in Steinheim am Main, Großherzogtum Hessen mit Catharina Jakobine Auguste Freiin von Löwenstern auf Löwenhof * 24. Januar 1788 in Dorpat, Gouvernement Livland, Russisches Reich, † 24. November 1860 in Wien | ⚭ 12. August 1807 in Steinheim am Main, Großherzogtum Hessen mit Catharina Jakobine Auguste Freiin von Löwenstern auf Löwenhof * 24. Januar 1788 in Dorpat, Gouvernement Livland, Russisches Reich, † 24. November 1860 in Wien | ⚭ 12. August 1807 in Steinheim am Main, Großherzogtum Hessen mit Catharina Jakobine Auguste Freiin von Löwenstern auf Löwenhof * 24. Januar 1788 in Dorpat, Gouvernement Livland, Russisches Reich, † 24. November 1860 in Wien | ⚭ 12. August 1807 in Steinheim am Main, Großherzogtum Hessen mit Catharina Jakobine Auguste Freiin von Löwenstern auf Löwenhof * 24. Januar 1788 in Dorpat, Gouvernement Livland, Russisches Reich, † 24. November 1860 in Wien | ⚭ 12. August 1807 in Steinheim am Main, Großherzogtum Hessen mit Catharina Jakobine Auguste Freiin von Löwenstern auf Löwenhof * 24. Januar 1788 in Dorpat, Gouvernement Livland, Russisches Reich, † 24. November 1860 in Wien | ⚭ 12. August 1807 in Steinheim am Main, Großherzogtum Hessen mit Catharina Jakobine Auguste Freiin von Löwenstern auf Löwenhof * 24. Januar 1788 in Dorpat, Gouvernement Livland, Russisches Reich, † 24. November 1860 in Wien |
| | | | | | | | |  |  | | | | | | |
| Franz Karl Graf von Coudenhove * 19. Februar 1825 in Wien, † 16. Juni 1893 in Ottensheim, Österreich; Großgrundbesitzer und Politiker | Franz Karl Graf von Coudenhove * 19. Februar 1825 in Wien, † 16. Juni 1893 in Ottensheim, Österreich; Großgrundbesitzer und Politiker | Franz Karl Graf von Coudenhove * 19. Februar 1825 in Wien, † 16. Juni 1893 in Ottensheim, Österreich; Großgrundbesitzer und Politiker                                        | Franz Karl Graf von Coudenhove * 19. Februar 1825 in Wien, † 16. Juni 1893 in Ottensheim, Österreich; Großgrundbesitzer und Politiker                                        | Franz Karl Graf von Coudenhove * 19. Februar 1825 in Wien, † 16. Juni 1893 in Ottensheim, Österreich; Großgrundbesitzer und Politiker                                        | Franz Karl Graf von Coudenhove * 19. Februar 1825 in Wien, † 16. Juni 1893 in Ottensheim, Österreich; Großgrundbesitzer und Politiker                                        | | |  |  | ⚭ 24. Juni 1857 in Paris mit Marie von Kalergi * 5. Januar 1840 in Sankt Petersburg, Russisches Reich, † 11. März 1877 in Poběžovice, Böhmen                                                                                    | ⚭ 24. Juni 1857 in Paris mit Marie von Kalergi * 5. Januar 1840 in Sankt Petersburg, Russisches Reich, † 11. März 1877 in Poběžovice, Böhmen                                                                                    | ⚭ 24. Juni 1857 in Paris mit Marie von Kalergi * 5. Januar 1840 in Sankt Petersburg, Russisches Reich, † 11. März 1877 in Poběžovice, Böhmen                                                                                    | ⚭ 24. Juni 1857 in Paris mit Marie von Kalergi * 5. Januar 1840 in Sankt Petersburg, Russisches Reich, † 11. März 1877 in Poběžovice, Böhmen                                                                                    | ⚭ 24. Juni 1857 in Paris mit Marie von Kalergi * 5. Januar 1840 in Sankt Petersburg, Russisches Reich, † 11. März 1877 in Poběžovice, Böhmen                                                                                    | ⚭ 24. Juni 1857 in Paris mit Marie von Kalergi * 5. Januar 1840 in Sankt Petersburg, Russisches Reich, † 11. März 1877 in Poběžovice, Böhmen                                                                                    |
| Franz Karl Graf von Coudenhove * 19. Februar 1825 in Wien, † 16. Juni 1893 in Ottensheim, Österreich; Großgrundbesitzer und Politiker | Franz Karl Graf von Coudenhove * 19. Februar 1825 in Wien, † 16. Juni 1893 in Ottensheim, Österreich; Großgrundbesitzer und Politiker | Franz Karl Graf von Coudenhove * 19. Februar 1825 in Wien, † 16. Juni 1893 in Ottensheim, Österreich; Großgrundbesitzer und Politiker                                        | Franz Karl Graf von Coudenhove * 19. Februar 1825 in Wien, † 16. Juni 1893 in Ottensheim, Österreich; Großgrundbesitzer und Politiker                                        | Franz Karl Graf von Coudenhove * 19. Februar 1825 in Wien, † 16. Juni 1893 in Ottensheim, Österreich; Großgrundbesitzer und Politiker                                        | Franz Karl Graf von Coudenhove * 19. Februar 1825 in Wien, † 16. Juni 1893 in Ottensheim, Österreich; Großgrundbesitzer und Politiker                                        | | |  |  | ⚭ 24. Juni 1857 in Paris mit Marie von Kalergi * 5. Januar 1840 in Sankt Petersburg, Russisches Reich, † 11. März 1877 in Poběžovice, Böhmen                                                                                    | ⚭ 24. Juni 1857 in Paris mit Marie von Kalergi * 5. Januar 1840 in Sankt Petersburg, Russisches Reich, † 11. März 1877 in Poběžovice, Böhmen                                                                                    | ⚭ 24. Juni 1857 in Paris mit Marie von Kalergi * 5. Januar 1840 in Sankt Petersburg, Russisches Reich, † 11. März 1877 in Poběžovice, Böhmen                                                                                    | ⚭ 24. Juni 1857 in Paris mit Marie von Kalergi * 5. Januar 1840 in Sankt Petersburg, Russisches Reich, † 11. März 1877 in Poběžovice, Böhmen                                                                                    | ⚭ 24. Juni 1857 in Paris mit Marie von Kalergi * 5. Januar 1840 in Sankt Petersburg, Russisches Reich, † 11. März 1877 in Poběžovice, Böhmen                                                                                    | ⚭ 24. Juni 1857 in Paris mit Marie von Kalergi * 5. Januar 1840 in Sankt Petersburg, Russisches Reich, † 11. März 1877 in Poběžovice, Böhmen                                                                                    |
| | | | | | | | |  |  | | | | | | |
| Heinrich Johann Maria Graf Coudenhove-Kalergi * 12. Oktober 1859 in Wien, † 14. Mai 1906 in Poběžovice, Böhmen; Diplomat              | Heinrich Johann Maria Graf Coudenhove-Kalergi * 12. Oktober 1859 in Wien, † 14. Mai 1906 in Poběžovice, Böhmen; Diplomat              | Heinrich Johann Maria Graf Coudenhove-Kalergi * 12. Oktober 1859 in Wien, † 14. Mai 1906 in Poběžovice, Böhmen; Diplomat                                                     | Heinrich Johann Maria Graf Coudenhove-Kalergi * 12. Oktober 1859 in Wien, † 14. Mai 1906 in Poběžovice, Böhmen; Diplomat                                                     | Heinrich Johann Maria Graf Coudenhove-Kalergi * 12. Oktober 1859 in Wien, † 14. Mai 1906 in Poběžovice, Böhmen; Diplomat                                                     | Heinrich Johann Maria Graf Coudenhove-Kalergi * 12. Oktober 1859 in Wien, † 14. Mai 1906 in Poběžovice, Böhmen; Diplomat                                                     | | |  |  | ⚭ 16. März 1892 in Tokio, Japan mit Mitsuko Aoyama * 7. Juli 1874 in Tokio † 27. August 1941 in Mödling, Österreich | ⚭ 16. März 1892 in Tokio, Japan mit Mitsuko Aoyama * 7. Juli 1874 in Tokio † 27. August 1941 in Mödling, Österreich | ⚭ 16. März 1892 in Tokio, Japan mit Mitsuko Aoyama * 7. Juli 1874 in Tokio † 27. August 1941 in Mödling, Österreich | ⚭ 16. März 1892 in Tokio, Japan mit Mitsuko Aoyama * 7. Juli 1874 in Tokio † 27. August 1941 in Mödling, Österreich | ⚭ 16. März 1892 in Tokio, Japan mit Mitsuko Aoyama * 7. Juli 1874 in Tokio † 27. August 1941 in Mödling, Österreich | ⚭ 16. März 1892 in Tokio, Japan mit Mitsuko Aoyama * 7. Juli 1874 in Tokio † 27. August 1941 in Mödling, Österreich |
| Heinrich Johann Maria Graf Coudenhove-Kalergi * 12. Oktober 1859 in Wien, † 14. Mai 1906 in Poběžovice, Böhmen; Diplomat              | Heinrich Johann Maria Graf Coudenhove-Kalergi * 12. Oktober 1859 in Wien, † 14. Mai 1906 in Poběžovice, Böhmen; Diplomat              | Heinrich Johann Maria Graf Coudenhove-Kalergi * 12. Oktober 1859 in Wien, † 14. Mai 1906 in Poběžovice, Böhmen; Diplomat                                                     | Heinrich Johann Maria Graf Coudenhove-Kalergi * 12. Oktober 1859 in Wien, † 14. Mai 1906 in Poběžovice, Böhmen; Diplomat                                                     | Heinrich Johann Maria Graf Coudenhove-Kalergi * 12. Oktober 1859 in Wien, † 14. Mai 1906 in Poběžovice, Böhmen; Diplomat                                                     | Heinrich Johann Maria Graf Coudenhove-Kalergi * 12. Oktober 1859 in Wien, † 14. Mai 1906 in Poběžovice, Böhmen; Diplomat                                                     | | |  |  | ⚭ 16. März 1892 in Tokio, Japan mit Mitsuko Aoyama * 7. Juli 1874 in Tokio † 27. August 1941 in Mödling, Österreich | ⚭ 16. März 1892 in Tokio, Japan mit Mitsuko Aoyama * 7. Juli 1874 in Tokio † 27. August 1941 in Mödling, Österreich | ⚭ 16. März 1892 in Tokio, Japan mit Mitsuko Aoyama * 7. Juli 1874 in Tokio † 27. August 1941 in Mödling, Österreich | ⚭ 16. März 1892 in Tokio, Japan mit Mitsuko Aoyama * 7. Juli 1874 in Tokio † 27. August 1941 in Mödling, Österreich | ⚭ 16. März 1892 in Tokio, Japan mit Mitsuko Aoyama * 7. Juli 1874 in Tokio † 27. August 1941 in Mödling, Österreich | ⚭ 16. März 1892 in Tokio, Japan mit Mitsuko Aoyama * 7. Juli 1874 in Tokio † 27. August 1941 in Mödling, Österreich |
| | | | | | | | |  |  | | | | | | |
| | | Johannes Evangelist Virgilio Graf Coudenhove-Kalergi * 15. September 1893 in Tokio, † 29. Januar 1965 in Regensburg, Bayern                                                  | Johannes Evangelist Virgilio Graf Coudenhove-Kalergi * 15. September 1893 in Tokio, † 29. Januar 1965 in Regensburg, Bayern                                                  | Johannes Evangelist Virgilio Graf Coudenhove-Kalergi * 15. September 1893 in Tokio, † 29. Januar 1965 in Regensburg, Bayern                                                  | Johannes Evangelist Virgilio Graf Coudenhove-Kalergi * 15. September 1893 in Tokio, † 29. Januar 1965 in Regensburg, Bayern                                                  | Johannes Evangelist Virgilio Graf Coudenhove-Kalergi * 15. September 1893 in Tokio, † 29. Januar 1965 in Regensburg, Bayern                                                  | Johannes Evangelist Virgilio Graf Coudenhove-Kalergi * 15. September 1893 in Tokio, † 29. Januar 1965 in Regensburg, Bayern                                                  |  |  | ⚭ mit Helene Lily Steinschneider-Wenckheim * 13. Januar 1891 in Budapest, Ungarn, † 28. März 1975 in Nizza, Frankreich; Pilotin                                                                                                 | ⚭ mit Helene Lily Steinschneider-Wenckheim * 13. Januar 1891 in Budapest, Ungarn, † 28. März 1975 in Nizza, Frankreich; Pilotin                                                                                                 | ⚭ mit Helene Lily Steinschneider-Wenckheim * 13. Januar 1891 in Budapest, Ungarn, † 28. März 1975 in Nizza, Frankreich; Pilotin                                                                                                 | ⚭ mit Helene Lily Steinschneider-Wenckheim * 13. Januar 1891 in Budapest, Ungarn, † 28. März 1975 in Nizza, Frankreich; Pilotin                                                                                                 | ⚭ mit Helene Lily Steinschneider-Wenckheim * 13. Januar 1891 in Budapest, Ungarn, † 28. März 1975 in Nizza, Frankreich; Pilotin                                                                                                 | ⚭ mit Helene Lily Steinschneider-Wenckheim * 13. Januar 1891 in Budapest, Ungarn, † 28. März 1975 in Nizza, Frankreich; Pilotin                                                                                                 |
| | | | Johannes Evangelist Virgilio Graf Coudenhove-Kalergi * 15. September 1893 in Tokio, † 29. Januar 1965 in Regensburg, Bayern                                                  | Johannes Evangelist Virgilio Graf Coudenhove-Kalergi * 15. September 1893 in Tokio, † 29. Januar 1965 in Regensburg, Bayern                                                  | Johannes Evangelist Virgilio Graf Coudenhove-Kalergi * 15. September 1893 in Tokio, † 29. Januar 1965 in Regensburg, Bayern                                                  | Johannes Evangelist Virgilio Graf Coudenhove-Kalergi * 15. September 1893 in Tokio, † 29. Januar 1965 in Regensburg, Bayern                                                  | Johannes Evangelist Virgilio Graf Coudenhove-Kalergi * 15. September 1893 in Tokio, † 29. Januar 1965 in Regensburg, Bayern                                                  |  |  | ⚭ mit Helene Lily Steinschneider-Wenckheim * 13. Januar 1891 in Budapest, Ungarn, † 28. März 1975 in Nizza, Frankreich; Pilotin                                                                                                 | ⚭ mit Helene Lily Steinschneider-Wenckheim * 13. Januar 1891 in Budapest, Ungarn, † 28. März 1975 in Nizza, Frankreich; Pilotin                                                                                                 | ⚭ mit Helene Lily Steinschneider-Wenckheim * 13. Januar 1891 in Budapest, Ungarn, † 28. März 1975 in Nizza, Frankreich; Pilotin                                                                                                 | ⚭ mit Helene Lily Steinschneider-Wenckheim * 13. Januar 1891 in Budapest, Ungarn, † 28. März 1975 in Nizza, Frankreich; Pilotin                                                                                                 | ⚭ mit Helene Lily Steinschneider-Wenckheim * 13. Januar 1891 in Budapest, Ungarn, † 28. März 1975 in Nizza, Frankreich; Pilotin                                                                                                 | ⚭ mit Helene Lily Steinschneider-Wenckheim * 13. Januar 1891 in Budapest, Ungarn, † 28. März 1975 in Nizza, Frankreich; Pilotin                                                                                                 |
| | | | | | | | |  |  | | | | | | |
| | | Richard Nikolaus Graf Coudenhove-Kalergi * 16. November 1894 in Tokio, † 27. Juli 1972 in Schruns, Österreich; Schriftsteller und Politiker, Gründer der Paneuropa-Union     | Richard Nikolaus Graf Coudenhove-Kalergi * 16. November 1894 in Tokio, † 27. Juli 1972 in Schruns, Österreich; Schriftsteller und Politiker, Gründer der Paneuropa-Union     | Richard Nikolaus Graf Coudenhove-Kalergi * 16. November 1894 in Tokio, † 27. Juli 1972 in Schruns, Österreich; Schriftsteller und Politiker, Gründer der Paneuropa-Union     | Richard Nikolaus Graf Coudenhove-Kalergi * 16. November 1894 in Tokio, † 27. Juli 1972 in Schruns, Österreich; Schriftsteller und Politiker, Gründer der Paneuropa-Union     | Richard Nikolaus Graf Coudenhove-Kalergi * 16. November 1894 in Tokio, † 27. Juli 1972 in Schruns, Österreich; Schriftsteller und Politiker, Gründer der Paneuropa-Union     | Richard Nikolaus Graf Coudenhove-Kalergi * 16. November 1894 in Tokio, † 27. Juli 1972 in Schruns, Österreich; Schriftsteller und Politiker, Gründer der Paneuropa-Union     |  |  | ⚭ 1915 mit Ida Klauser (1881–1951) ⚭ 1952 mit Allexandra Gräfin von Tiele-Winkler geb. Bally (1896–1968) ⚭ 1969 mit Melanie Benatzky geb. Hoffmann (1906–1983)                                                                  | ⚭ 1915 mit Ida Klauser (1881–1951) ⚭ 1952 mit Allexandra Gräfin von Tiele-Winkler geb. Bally (1896–1968) ⚭ 1969 mit Melanie Benatzky geb. Hoffmann (1906–1983)                                                                  | ⚭ 1915 mit Ida Klauser (1881–1951) ⚭ 1952 mit Allexandra Gräfin von Tiele-Winkler geb. Bally (1896–1968) ⚭ 1969 mit Melanie Benatzky geb. Hoffmann (1906–1983)                                                                  | ⚭ 1915 mit Ida Klauser (1881–1951) ⚭ 1952 mit Allexandra Gräfin von Tiele-Winkler geb. Bally (1896–1968) ⚭ 1969 mit Melanie Benatzky geb. Hoffmann (1906–1983)                                                                  | ⚭ 1915 mit Ida Klauser (1881–1951) ⚭ 1952 mit Allexandra Gräfin von Tiele-Winkler geb. Bally (1896–1968) ⚭ 1969 mit Melanie Benatzky geb. Hoffmann (1906–1983)                                                                  | ⚭ 1915 mit Ida Klauser (1881–1951) ⚭ 1952 mit Allexandra Gräfin von Tiele-Winkler geb. Bally (1896–1968) ⚭ 1969 mit Melanie Benatzky geb. Hoffmann (1906–1983)                                                                  |
| | | | Richard Nikolaus Graf Coudenhove-Kalergi * 16. November 1894 in Tokio, † 27. Juli 1972 in Schruns, Österreich; Schriftsteller und Politiker, Gründer der Paneuropa-Union     | Richard Nikolaus Graf Coudenhove-Kalergi * 16. November 1894 in Tokio, † 27. Juli 1972 in Schruns, Österreich; Schriftsteller und Politiker, Gründer der Paneuropa-Union     | Richard Nikolaus Graf Coudenhove-Kalergi * 16. November 1894 in Tokio, † 27. Juli 1972 in Schruns, Österreich; Schriftsteller und Politiker, Gründer der Paneuropa-Union     | Richard Nikolaus Graf Coudenhove-Kalergi * 16. November 1894 in Tokio, † 27. Juli 1972 in Schruns, Österreich; Schriftsteller und Politiker, Gründer der Paneuropa-Union     | Richard Nikolaus Graf Coudenhove-Kalergi * 16. November 1894 in Tokio, † 27. Juli 1972 in Schruns, Österreich; Schriftsteller und Politiker, Gründer der Paneuropa-Union     |  |  | ⚭ 1915 mit Ida Klauser (1881–1951) ⚭ 1952 mit Allexandra Gräfin von Tiele-Winkler geb. Bally (1896–1968) ⚭ 1969 mit Melanie Benatzky geb. Hoffmann (1906–1983)                                                                  | ⚭ 1915 mit Ida Klauser (1881–1951) ⚭ 1952 mit Allexandra Gräfin von Tiele-Winkler geb. Bally (1896–1968) ⚭ 1969 mit Melanie Benatzky geb. Hoffmann (1906–1983)                                                                  | ⚭ 1915 mit Ida Klauser (1881–1951) ⚭ 1952 mit Allexandra Gräfin von Tiele-Winkler geb. Bally (1896–1968) ⚭ 1969 mit Melanie Benatzky geb. Hoffmann (1906–1983)                                                                  | ⚭ 1915 mit Ida Klauser (1881–1951) ⚭ 1952 mit Allexandra Gräfin von Tiele-Winkler geb. Bally (1896–1968) ⚭ 1969 mit Melanie Benatzky geb. Hoffmann (1906–1983)                                                                  | ⚭ 1915 mit Ida Klauser (1881–1951) ⚭ 1952 mit Allexandra Gräfin von Tiele-Winkler geb. Bally (1896–1968) ⚭ 1969 mit Melanie Benatzky geb. Hoffmann (1906–1983)                                                                  | ⚭ 1915 mit Ida Klauser (1881–1951) ⚭ 1952 mit Allexandra Gräfin von Tiele-Winkler geb. Bally (1896–1968) ⚭ 1969 mit Melanie Benatzky geb. Hoffmann (1906–1983)                                                                  |
| | | | | | | | |  |  | | | | | | |
| | | Gerolf Joseph Benedikt Maria Valentin Franz Graf Coudenhove-Kalergi * 18. Dezember 1896 in Poběžovice, Böhmen, † 30. Dezember 1978 in London, England; Jurist und Japanologe | Gerolf Joseph Benedikt Maria Valentin Franz Graf Coudenhove-Kalergi * 18. Dezember 1896 in Poběžovice, Böhmen, † 30. Dezember 1978 in London, England; Jurist und Japanologe | Gerolf Joseph Benedikt Maria Valentin Franz Graf Coudenhove-Kalergi * 18. Dezember 1896 in Poběžovice, Böhmen, † 30. Dezember 1978 in London, England; Jurist und Japanologe | Gerolf Joseph Benedikt Maria Valentin Franz Graf Coudenhove-Kalergi * 18. Dezember 1896 in Poběžovice, Böhmen, † 30. Dezember 1978 in London, England; Jurist und Japanologe | Gerolf Joseph Benedikt Maria Valentin Franz Graf Coudenhove-Kalergi * 18. Dezember 1896 in Poběžovice, Böhmen, † 30. Dezember 1978 in London, England; Jurist und Japanologe | Gerolf Joseph Benedikt Maria Valentin Franz Graf Coudenhove-Kalergi * 18. Dezember 1896 in Poběžovice, Böhmen, † 30. Dezember 1978 in London, England; Jurist und Japanologe |  |  | ⚭ 9. Oktober 1925 mit Sophie Marie Gräfin Pálffy von Erdöd * 8. Juni 1901 in Březnice, Böhmen, † 5. August 1976 in Wien | ⚭ 9. Oktober 1925 mit Sophie Marie Gräfin Pálffy von Erdöd * 8. Juni 1901 in Březnice, Böhmen, † 5. August 1976 in Wien | ⚭ 9. Oktober 1925 mit Sophie Marie Gräfin Pálffy von Erdöd * 8. Juni 1901 in Březnice, Böhmen, † 5. August 1976 in Wien | ⚭ 9. Oktober 1925 mit Sophie Marie Gräfin Pálffy von Erdöd * 8. Juni 1901 in Březnice, Böhmen, † 5. August 1976 in Wien | ⚭ 9. Oktober 1925 mit Sophie Marie Gräfin Pálffy von Erdöd * 8. Juni 1901 in Březnice, Böhmen, † 5. August 1976 in Wien | ⚭ 9. Oktober 1925 mit Sophie Marie Gräfin Pálffy von Erdöd * 8. Juni 1901 in Březnice, Böhmen, † 5. August 1976 in Wien |
| | | | Gerolf Joseph Benedikt Maria Valentin Franz Graf Coudenhove-Kalergi * 18. Dezember 1896 in Poběžovice, Böhmen, † 30. Dezember 1978 in London, England; Jurist und Japanologe | Gerolf Joseph Benedikt Maria Valentin Franz Graf Coudenhove-Kalergi * 18. Dezember 1896 in Poběžovice, Böhmen, † 30. Dezember 1978 in London, England; Jurist und Japanologe | Gerolf Joseph Benedikt Maria Valentin Franz Graf Coudenhove-Kalergi * 18. Dezember 1896 in Poběžovice, Böhmen, † 30. Dezember 1978 in London, England; Jurist und Japanologe | Gerolf Joseph Benedikt Maria Valentin Franz Graf Coudenhove-Kalergi * 18. Dezember 1896 in Poběžovice, Böhmen, † 30. Dezember 1978 in London, England; Jurist und Japanologe | Gerolf Joseph Benedikt Maria Valentin Franz Graf Coudenhove-Kalergi * 18. Dezember 1896 in Poběžovice, Böhmen, † 30. Dezember 1978 in London, England; Jurist und Japanologe |  |  | ⚭ 9. Oktober 1925 mit Sophie Marie Gräfin Pálffy von Erdöd * 8. Juni 1901 in Březnice, Böhmen, † 5. August 1976 in Wien | ⚭ 9. Oktober 1925 mit Sophie Marie Gräfin Pálffy von Erdöd * 8. Juni 1901 in Březnice, Böhmen, † 5. August 1976 in Wien | ⚭ 9. Oktober 1925 mit Sophie Marie Gräfin Pálffy von Erdöd * 8. Juni 1901 in Březnice, Böhmen, † 5. August 1976 in Wien | ⚭ 9. Oktober 1925 mit Sophie Marie Gräfin Pálffy von Erdöd * 8. Juni 1901 in Březnice, Böhmen, † 5. August 1976 in Wien | ⚭ 9. Oktober 1925 mit Sophie Marie Gräfin Pálffy von Erdöd * 8. Juni 1901 in Březnice, Böhmen, † 5. August 1976 in Wien | ⚭ 9. Oktober 1925 mit Sophie Marie Gräfin Pálffy von Erdöd * 8. Juni 1901 in Březnice, Böhmen, † 5. August 1976 in Wien |
| | | | | | | | |  |  | | | | | | |
| | | Elisabeth Maria Anna Gräfin Coudenhove-Kalergi * 14. Dezember 1898 in Poběžovice, Böhmen, † 25. Oktober 1936 in Paris                                                        | | | | | |  |  | | | | | | |
| | | | | | | | |  |  | | | | | | |
| | | | | | | | |  |  | | | | | | |
| | | Olga Marietta Henriette Maria Gräfin Coudenhove-Kalergi * 17. August 1900 in Poběžovice, Böhmen, † 11. Oktober 1976 in Altenstadt (Iller), Bayern                            | | | | | |  |  | | | | | | |
| | | | | | | | |  |  | | | | | | |
| | | | | | | | |  |  | | | | | | |
| | | Ida Friederike Maria Anna Görres Gräfin Coudenhove-Kalergi * 2. Dezember 1901 in Poběžovice, Böhmen, † 15. Mai 1971 in Frankfurt am Main, Hessen; Schriftstellerin           | Ida Friederike Maria Anna Görres Gräfin Coudenhove-Kalergi * 2. Dezember 1901 in Poběžovice, Böhmen, † 15. Mai 1971 in Frankfurt am Main, Hessen; Schriftstellerin           | Ida Friederike Maria Anna Görres Gräfin Coudenhove-Kalergi * 2. Dezember 1901 in Poběžovice, Böhmen, † 15. Mai 1971 in Frankfurt am Main, Hessen; Schriftstellerin           | Ida Friederike Maria Anna Görres Gräfin Coudenhove-Kalergi * 2. Dezember 1901 in Poběžovice, Böhmen, † 15. Mai 1971 in Frankfurt am Main, Hessen; Schriftstellerin           | Ida Friederike Maria Anna Görres Gräfin Coudenhove-Kalergi * 2. Dezember 1901 in Poběžovice, Böhmen, † 15. Mai 1971 in Frankfurt am Main, Hessen; Schriftstellerin           | Ida Friederike Maria Anna Görres Gräfin Coudenhove-Kalergi * 2. Dezember 1901 in Poběžovice, Böhmen, † 15. Mai 1971 in Frankfurt am Main, Hessen; Schriftstellerin           |  |  | ⚭ 26. April 1935 mit Carl-Josef Görres * 6. Februar 1905 in Schöneberg bei Berlin, † 11. März 1973 in Freiburg im Breisgau, Baden-Württemberg; Ingenieur und Unternehmensberater                                                | ⚭ 26. April 1935 mit Carl-Josef Görres * 6. Februar 1905 in Schöneberg bei Berlin, † 11. März 1973 in Freiburg im Breisgau, Baden-Württemberg; Ingenieur und Unternehmensberater                                                | ⚭ 26. April 1935 mit Carl-Josef Görres * 6. Februar 1905 in Schöneberg bei Berlin, † 11. März 1973 in Freiburg im Breisgau, Baden-Württemberg; Ingenieur und Unternehmensberater                                                | ⚭ 26. April 1935 mit Carl-Josef Görres * 6. Februar 1905 in Schöneberg bei Berlin, † 11. März 1973 in Freiburg im Breisgau, Baden-Württemberg; Ingenieur und Unternehmensberater                                                | ⚭ 26. April 1935 mit Carl-Josef Görres * 6. Februar 1905 in Schöneberg bei Berlin, † 11. März 1973 in Freiburg im Breisgau, Baden-Württemberg; Ingenieur und Unternehmensberater                                                | ⚭ 26. April 1935 mit Carl-Josef Görres * 6. Februar 1905 in Schöneberg bei Berlin, † 11. März 1973 in Freiburg im Breisgau, Baden-Württemberg; Ingenieur und Unternehmensberater                                                |
| | | | Ida Friederike Maria Anna Görres Gräfin Coudenhove-Kalergi * 2. Dezember 1901 in Poběžovice, Böhmen, † 15. Mai 1971 in Frankfurt am Main, Hessen; Schriftstellerin           | Ida Friederike Maria Anna Görres Gräfin Coudenhove-Kalergi * 2. Dezember 1901 in Poběžovice, Böhmen, † 15. Mai 1971 in Frankfurt am Main, Hessen; Schriftstellerin           | Ida Friederike Maria Anna Görres Gräfin Coudenhove-Kalergi * 2. Dezember 1901 in Poběžovice, Böhmen, † 15. Mai 1971 in Frankfurt am Main, Hessen; Schriftstellerin           | Ida Friederike Maria Anna Görres Gräfin Coudenhove-Kalergi * 2. Dezember 1901 in Poběžovice, Böhmen, † 15. Mai 1971 in Frankfurt am Main, Hessen; Schriftstellerin           | Ida Friederike Maria Anna Görres Gräfin Coudenhove-Kalergi * 2. Dezember 1901 in Poběžovice, Böhmen, † 15. Mai 1971 in Frankfurt am Main, Hessen; Schriftstellerin           |  |  | ⚭ 26. April 1935 mit Carl-Josef Görres * 6. Februar 1905 in Schöneberg bei Berlin, † 11. März 1973 in Freiburg im Breisgau, Baden-Württemberg; Ingenieur und Unternehmensberater                                                | ⚭ 26. April 1935 mit Carl-Josef Görres * 6. Februar 1905 in Schöneberg bei Berlin, † 11. März 1973 in Freiburg im Breisgau, Baden-Württemberg; Ingenieur und Unternehmensberater                                                | ⚭ 26. April 1935 mit Carl-Josef Görres * 6. Februar 1905 in Schöneberg bei Berlin, † 11. März 1973 in Freiburg im Breisgau, Baden-Württemberg; Ingenieur und Unternehmensberater                                                | ⚭ 26. April 1935 mit Carl-Josef Görres * 6. Februar 1905 in Schöneberg bei Berlin, † 11. März 1973 in Freiburg im Breisgau, Baden-Württemberg; Ingenieur und Unternehmensberater                                                | ⚭ 26. April 1935 mit Carl-Josef Görres * 6. Februar 1905 in Schöneberg bei Berlin, † 11. März 1973 in Freiburg im Breisgau, Baden-Württemberg; Ingenieur und Unternehmensberater                                                | ⚭ 26. April 1935 mit Carl-Josef Görres * 6. Februar 1905 in Schöneberg bei Berlin, † 11. März 1973 in Freiburg im Breisgau, Baden-Württemberg; Ingenieur und Unternehmensberater                                                |
| | | | | | | | |  |  | | | | | | |
| | | Karl Heinrich Franz Maria (Ery) Graf Coudenhove-Kalergi * 10. Juni 1903 in Poběžovice, Böhmen, † 3. Mai 1987 in Wien; Opernsänger                                            | Karl Heinrich Franz Maria (Ery) Graf Coudenhove-Kalergi * 10. Juni 1903 in Poběžovice, Böhmen, † 3. Mai 1987 in Wien; Opernsänger                                            | Karl Heinrich Franz Maria (Ery) Graf Coudenhove-Kalergi * 10. Juni 1903 in Poběžovice, Böhmen, † 3. Mai 1987 in Wien; Opernsänger                                            | Karl Heinrich Franz Maria (Ery) Graf Coudenhove-Kalergi * 10. Juni 1903 in Poběžovice, Böhmen, † 3. Mai 1987 in Wien; Opernsänger                                            | Karl Heinrich Franz Maria (Ery) Graf Coudenhove-Kalergi * 10. Juni 1903 in Poběžovice, Böhmen, † 3. Mai 1987 in Wien; Opernsänger                                            | Karl Heinrich Franz Maria (Ery) Graf Coudenhove-Kalergi * 10. Juni 1903 in Poběžovice, Böhmen, † 3. Mai 1987 in Wien; Opernsänger                                            |  |  | ⚭ 24. Mai 1929 in Sydney, Australien mit Anita Karola Neuder * 1. März 1898 in Wien, † 3. August 1981 in Schaffhausen, Schweiz                                                                                                  | ⚭ 24. Mai 1929 in Sydney, Australien mit Anita Karola Neuder * 1. März 1898 in Wien, † 3. August 1981 in Schaffhausen, Schweiz                                                                                                  | ⚭ 24. Mai 1929 in Sydney, Australien mit Anita Karola Neuder * 1. März 1898 in Wien, † 3. August 1981 in Schaffhausen, Schweiz                                                                                                  | ⚭ 24. Mai 1929 in Sydney, Australien mit Anita Karola Neuder * 1. März 1898 in Wien, † 3. August 1981 in Schaffhausen, Schweiz                                                                                                  | ⚭ 24. Mai 1929 in Sydney, Australien mit Anita Karola Neuder * 1. März 1898 in Wien, † 3. August 1981 in Schaffhausen, Schweiz                                                                                                  | ⚭ 24. Mai 1929 in Sydney, Australien mit Anita Karola Neuder * 1. März 1898 in Wien, † 3. August 1981 in Schaffhausen, Schweiz                                                                                                  |
| | | Karl Heinrich Franz Maria (Ery) Graf Coudenhove-Kalergi * 10. Juni 1903 in Poběžovice, Böhmen, † 3. Mai 1987 in Wien; Opernsänger                                            | Karl Heinrich Franz Maria (Ery) Graf Coudenhove-Kalergi * 10. Juni 1903 in Poběžovice, Böhmen, † 3. Mai 1987 in Wien; Opernsänger                                            | Karl Heinrich Franz Maria (Ery) Graf Coudenhove-Kalergi * 10. Juni 1903 in Poběžovice, Böhmen, † 3. Mai 1987 in Wien; Opernsänger                                            | Karl Heinrich Franz Maria (Ery) Graf Coudenhove-Kalergi * 10. Juni 1903 in Poběžovice, Böhmen, † 3. Mai 1987 in Wien; Opernsänger                                            | Karl Heinrich Franz Maria (Ery) Graf Coudenhove-Kalergi * 10. Juni 1903 in Poběžovice, Böhmen, † 3. Mai 1987 in Wien; Opernsänger                                            | Karl Heinrich Franz Maria (Ery) Graf Coudenhove-Kalergi * 10. Juni 1903 in Poběžovice, Böhmen, † 3. Mai 1987 in Wien; Opernsänger                                            |  |  | ⚭ 24. Mai 1929 in Sydney, Australien mit Anita Karola Neuder * 1. März 1898 in Wien, † 3. August 1981 in Schaffhausen, Schweiz                                                                                                  | ⚭ 24. Mai 1929 in Sydney, Australien mit Anita Karola Neuder * 1. März 1898 in Wien, † 3. August 1981 in Schaffhausen, Schweiz                                                                                                  | ⚭ 24. Mai 1929 in Sydney, Australien mit Anita Karola Neuder * 1. März 1898 in Wien, † 3. August 1981 in Schaffhausen, Schweiz                                                                                                  | ⚭ 24. Mai 1929 in Sydney, Australien mit Anita Karola Neuder * 1. März 1898 in Wien, † 3. August 1981 in Schaffhausen, Schweiz                                                                                                  | ⚭ 24. Mai 1929 in Sydney, Australien mit Anita Karola Neuder * 1. März 1898 in Wien, † 3. August 1981 in Schaffhausen, Schweiz                                                                                                  | ⚭ 24. Mai 1929 in Sydney, Australien mit Anita Karola Neuder * 1. März 1898 in Wien, † 3. August 1981 in Schaffhausen, Schweiz                                                                                                  |